# Unihockeynationalmannschaft der Frauen der Vereinigten Staaten
Die Unihockeynationalmannschaft der Frauen der Vereinigten Staaten repräsentiert die Vereinigten Staaten bei Länderspielen und internationalen Turnieren in der Sportart Unihockey. Die beste Platzierung der Amerikanerinnen waren zwei neunte Plätze an den Weltmeisterschaften 2007 und 2011.

## Platzierungen

### Weltmeisterschaften
Die Amerikanerinnen führen die Qualifikation für die Weltmeisterschaft jeweils gegen den Nachbarn Kanada. Traditionell wechselt der Spielort jährlich.
| WM   | Austragungsort(e)           | Platz              |
| ---- | --------------------------- | ------------------ |
| 1997 | Mariehamn und Godby         | –                  |
| 1999 | Borlänge                    | –                  |
| 2001 | Riga                        | –                  |
| 2003 | Bern, Gümligen und Wünnewil | 14. Platz          |
| 2005 | Singapur                    | 10. Platz          |
| 2007 | Frederikshavn               | 9. Platz           |
| 2009 | Västerås                    | 10. Platz          |
| 2011 | St. Gallen                  | 9. Platz           |
| 2013 | Brünn, Ostrava              | nicht qualifiziert |
| 2015 | Tampere                     | 13. Platz          |
| 2017 | Bratislava                  | 12. Platz          |
| 2019 | Neuenburg                   | 16. Platz          |
| 2021 | Uppsala                     | 12. Platz          |
| 2023 | Singapur                    | 14. Platz          |

## Trainer
- 2016-jetzt Anne Jumppanen